# Ena Cremona
Ena Cremona (*  1936; † 24. Mai 2024) war eine maltesische Juristin und Richterin am Gericht der Europäischen Union.

## Werdegang
Cremona studierte Sprachwissenschaften und Rechtswissenschaften an der Universität Malta. 1958 wurde sie zur Dr. iur promoviert. Ab 1959 arbeitete sie als Rechtsanwältin. Von 1964 bis  1979 war sie Rechtsberaterin des National Council of Women von Malta. Der Kommission für den Öffentlichen Dienst (Public Service Commission) Maltas gehörte sie von 1987 bis 1989 an. 2003 wurde sie Mitglied der Europäischen Kommission gegen Rassismus und Intoleranz. Ab dem 12. Mai 2004 war sie Richterin am „Gericht Erster Instanz“ der EU (seit 2009 „Gericht der Europäischen Union“). Ihre Amtszeit hätte bis zum 31. August 2013 angedauert, jedoch kündigte sie im Januar 2011 ihren Rücktritt zum September 2011 an. Sie verließ das Gericht am 22. März 2012.
Ena Cremona starb im Mai 2024 im Alter von 88 Jahren.